# 4次元コンパス
4次元コンパス（よじげんこんぱす）は、日本の女性アイドルグループ。LIVE PLANET所属。略称および愛称は「よじコン」。

## 概要
2024年6月以降のキャッチコピーは『空白だらけの航海図を、一緒に描こう！』。それ以前のコンセプトは『「羅針盤」のコンパスのようにチームで1つの方向を向き、“今生きている3次元を超えた4次元空間をファンとメンバーで共創すること”』。

## 略歴

### 2021年
- 2月17日 - ミクチャオーデション発のアイドルグループとして結成を発表[2]。
- 2月18日 - 結成メンバーとして、水瀬しいな・萌木みほ・真城みさき・月乃ひなた・妃奈宮ゆう・柚樹りんかを発表。
- 2月28日 - SHIBUYA THE GAMEにて、プレデビューイベントを開催。
- 3月7日 - Zepp Hanedaにて開催された『なんキニ!ワンマンライブ2021 -Zepp無銭ってなんかキニなる！？-』（オープニングアクト）でデビュー。
- 5月23日 - 妃奈宮ゆう・萌木みほ・真城みさきの卒業に伴い、一定期間活動を休止[3]。
- 7月15日 - 七海りる・鈴原のあの加入を発表[4]。
- 7月23日 - 来年まで待てない! SEKIGAHARA IDOL WARS 2021 〜関ケ原唄姫合戦〜in 尾張に出演[5][6][注 1]。
- 7月31日 - Garret udagawaにて再始動LIVEで動員満員を達成。
- 8月4日 - メンバーに新型コロナウイルス感染症の陽性反応が確認されたため、同日から8月15日まで活動自粛。
- 10月24日 - 水瀬しいな卒業[7]。
- 11月5月 - 柚樹りんかが学業のため、11月30日まで活動休止。
- 11月28日 - 陽南ここね・永尾りくが加入[8]。
- 12月5日 - DESEO miniにて Renewal miniLIVE 『VIVA STAGE!!』開催。再始動。

### 2022年
- 3月31日 - メンバーに新型コロナウイルス感染症の陽性反応が確認されたため、4月7日まで活動自粛。
- 4月15日 - ポイントカード制度開始[9][注 2]。
- 7月31日 - Spotify O-nestにて1st ONEMAN LIVE『First MY ROAD』開催。動員満員を達成。
- 10月15日 - 白金高輪SELENE b2にて開催されたminiTIF vol.78に出演。

### 2023年
- 1月8日 - Spotify O-WESTにて2nd ONEMAN LIVE 『Passion ride』開催。動員満員を達成。
- 2月13日 - 永尾りくとの契約解消[10][11]。
- 3月13日 - 新メンバーオーディション開催を発表[12]。
- 6月17日 - GARDEN 新木場 FACTORYにて開催されたminiTIF vol.87　夏本番☆直前SP！に出演。
- 8月3日 - 成瀬陽菜・水城友香の加入を発表[13]。
- 8月26日 - SHIBUYA VIDENTにて4次元コンパス新体制お披露目ライブ『希望のミチシルベ』開催。10月21日に3rdワンマンライブを開催することを発表[14]。
- 8月28日 - グループ公式LINEの開設、紙のポイントカードをLINEショップカードに変更[15][注 3]。
- 9月9日 - 10月28日をもって鈴原のあが卒業、同日に卒業ライブの開催を発表[16][17]。
- 10月21日 - 下北沢シャングリラにて3rd ONEMAN LIVE 『Vivid Arrow』開催。
- 10月28日 - 鈴原のあ卒業。

### 2024年
- 1月4日 - 2月17日の現体制ラストライブをもって現体制終了及び活動休止、柚樹りんか・成瀬陽菜・水城友香の卒業を発表。新体制のお披露目は春頃の予定。[18]
- 1月8日 - 水城友香を解雇処分[19]。
- 2月6日 - 新体制へ向けて、新メンバーオーディションの開催を発表[20][21]。
- 2月17日 - 現体制終了し、一時活動休止。柚樹りんか・成瀬陽菜卒業。
- 6月22日 - 深冬るな・桃羽みる・心瀬しおね・日色なのの4人の新メンバーを迎え、club asiaにて4次元コンパス新体制デビューライブ『好奇心TRAVELER』開催。9月30日に4thワンマンライブを開催することを発表。
- 7月27日 - 月乃ひなたが肋骨の骨折（ヒビ）の療養のため、7月28日から8月17日までのイベントを欠席[22][23][24]。
- 8月11日 - duo MUSIC EXCHANGEにて開催されたiDOL on-line POWERED BY UtaTen Vol.06に出演[25]。
- 9月29日 - 白金高輪SELENE b2にて開催されたminiTIF vol.99に出演。
- 9月30日 - 渋谷WWWXにて4th ONEMAN LIVE 『ReLOAD MyROAD』開催。
- 10月11日 - 心瀬しおねが体調不良により、11月末まで活動休止[26]。
- 11月9日 - TOKYO DOME CITY HALLにて開催された超SQUARE PARTYに出演。
- 11月26日 - 心瀬しおね活動辞退[27]。

### 2025年
- 1月2日 - 株式会社LIVE PLANET所属を発表[28]。
- 5月16日 - 月乃ひなた、桃羽みるの卒業を発表[29]。
- 6月17日 - 桃羽みる卒業。
- 6月17日 - 月乃ひなた卒業。

## メンバー

### 現メンバー
| 名前                       | メンバーカラー       | ニックネーム | 誕生日   | 身長  | 血液型 | 出身     | 特技                               | 加入日        | 備考 |
| -------------------------- | -------------------- | ------------ | -------- | ----- | ------ | -------- | ---------------------------------- | ------------- | ---- |
| 七海りる （なうみ りる）   | すまいるパープル     | りる         | 10月13日 | 156cm | A型    | 神奈川県 | おしゃべり、ヘアアレンジ           | 2021年7月31日 |      |
| 陽南ここね （ひな ここね） | 牧場グリーン         | ここねん     | 11月16日 | 161cm | B型    | 新潟県   | 高速でカエルを生み出せる           | 2021年12月5日 |      |
| 深冬るな （みふゆ るな）   | キラメキアイスブルー | るなち       | 1月1日   | 159cm | A型    | 栃木県   | ヘアアレンジ、バック駐車           | 2024年6月22日 |      |
| 日色なの （ひいろ なの）   | ステラホワイト       | なのてん     | 12月12日 | 157cm | A型    | 宮城県   | いつでも、どこでも寝ることができる | 2024年6月22日 |      |

### 旧メンバー
| 名前                         | メンバーカラー          | 誕生日   | 在籍期間                                      | 備考                                                                                            |
| ---------------------------- | ----------------------- | -------- | --------------------------------------------- | ----------------------------------------------------------------------------------------------- |
| 萌木みほ （もえぎ みほ）     | 不明                    | 9月29日  | 2021年3月7日（結成） - 2021年5月23日（卒業）  |                                                                                                 |
| 真城みさき （ましろ みさき） | 白色                    | 2月5日   | 2021年3月7日（結成） - 2021年5月23日（卒業）  |                                                                                                 |
| 妃奈宮ゆう （ひなみや ゆう） | 紫色                    | 7月28日  | 2021年3月7日（結成） - 2021年5月23日（卒業）  |                                                                                                 |
| 水瀬しいな （みなせ しいな） | 水色                    | 7月22日  | 2021年3月7日（結成） - 2021年10月24日（卒業） |                                                                                                 |
| 永尾りく （ながお りく）     | 赤色                    | 6月4日   | 2021年12月5日 - 2023年2月13日                 |                                                                                                 |
| 鈴原のあ （すずはら のあ）   | 白色 ベビーホワイト     | 9月14日  | 2021年7月31日 - 2023年10月28日（卒業）        | 卒業後、なんキニ!、超常フォーチューンに所属                                                     |
| 水城友香 （みずき ゆうか）   | パステルブルー          | 11月29日 | 2023年8月26日 - 2024年1月8日                  | 加入前はAs a Cutie Pomeranianに所属                                                             |
| 柚樹りんか （ゆづき りんか） | ピンク色 ソルティピンク | 10月6日  | 2021年3月7日（結成） - 2024年2月17日（卒業）  |                                                                                                 |
| 成瀬陽菜 （なるせ はるな）   | プリズムレッド          | 7月10日  | 2023年8月26日 - 2024年2月17日（卒業）         | 加入前は東京23区ガールズ、Crouton、wieee、Shupinesに所属 卒業後、あの日見たラッキースターに所属 |
| 心瀬しおね （このせ しおね） | 心拍レッド              | 7月2日   | 2024年6月22日 - 2024年11月26日                |                                                                                                 |
| 桃羽みる （ももは みる）     | あまとうピンク          | 4月14日  | 2024年6月22日 - 2025年6月17日（卒業）         |                                                                                                 |
| 月乃ひなた （つきの ひなた） | 黄色 ぴよぴよイエロー   | 2月28日  | 2021年3月7日（結成） - 2025年7月24日（卒業）  |                                                                                                 |

## 在籍タイムライン
色は当時のメンバーカラー（非公式含む）に準ずる。加入日前の出演から加入日までは細いバーにより表示。

## 楽曲
| #  | 発売日 下段は再収録Ver. | タイトル                         | 作詞                               | 作曲                       | 販売形態                    | 備考                                                                                       |
| -- | ----------------------- | -------------------------------- | ---------------------------------- | -------------------------- | --------------------------- | ------------------------------------------------------------------------------------------ |
| 1  | 2021年8月22日           | Labyrinth for Youth              | 菊池諒、すえくん（Color Material） | すえくん（Color Material） | ダウンロード ストリーミング | なんキニ!ワンマンライブ2021 -Zepp無銭ってなんかキニなる！？-にて初披露。                   |
| 1  | 2024年6月23日           | Labyrinth for Youth              | 菊池諒、すえくん（Color Material） | すえくん（Color Material） | ダウンロード ストリーミング | なんキニ!ワンマンライブ2021 -Zepp無銭ってなんかキニなる！？-にて初披露。                   |
| 2  | 2021年8月22日           | Re:コンプレックス                | 菊池諒                             | すえくん（Color Material） | ダウンロード ストリーミング |                                                                                            |
| 3  | 2021年8月22日           | シンデレLaLaLa                   | 菊池諒                             | すえくん（Color Material） | ダウンロード ストリーミング | なんキニ!ワンマンライブ2021 -Zepp無銭ってなんかキニなる！？-にて初披露。                   |
| 3  | 2024年6月23日           | シンデレLaLaLa                   | 菊池諒                             | すえくん（Color Material） | ダウンロード ストリーミング | なんキニ!ワンマンライブ2021 -Zepp無銭ってなんかキニなる！？-にて初披露。                   |
| 4  | 2021年8月22日           | ORA-ORA-ORA!                     | 菊池諒                             | すえくん（Color Material） | ダウンロード ストリーミング |                                                                                            |
| 5  | 2021年8月22日           | ジェットコースターマイロード     | 菊池諒                             | すえくん（Color Material） | ダウンロード ストリーミング |                                                                                            |
| 5  | 2024年6月23日           | ジェットコースターマイロード     | 菊池諒                             | すえくん（Color Material） | ダウンロード ストリーミング |                                                                                            |
| 6  | 2021年8月22日           | ゼロ宣言                         | 菊池諒                             | すえくん（Color Material） | ダウンロード ストリーミング | 4次元コンパス 再始動記念LIVEにて初披露。                                                   |
| 7  | 2021年8月22日           | ハレマーメイド                   | 菊池諒                             | すえくん（Color Material） | ダウンロード ストリーミング | 4次元コンパス 再始動記念LIVEにて初披露。                                                   |
| 7  | 2024年6月23日           | ハレマーメイド                   | 菊池諒                             | すえくん（Color Material） | ダウンロード ストリーミング | 4次元コンパス 再始動記念LIVEにて初披露。                                                   |
| 8  | 2022年3月17日           | VIVA JUMP!!                      | 菊池諒                             | すえくん（Color Material） | ダウンロード ストリーミング | 4次元コンパス Renewal miniLIVE『VIVA STAGE!!』にて初披露。                                 |
| 8  | 2024年6月23日           | VIVA JUMP!!                      | 菊池諒                             | すえくん（Color Material） | ダウンロード ストリーミング | 4次元コンパス Renewal miniLIVE『VIVA STAGE!!』にて初披露。                                 |
| 9  | 2022年3月17日           | 無敵トゥデイ                     | 菊池諒                             | すえくん（Color Material） | ダウンロード ストリーミング | NeoMasQueRade（2021年12月21日、新宿BLAZE）にて初披露。                                     |
| 10 | 2022年3月17日           | キミ☆ステップアップ              | 菊池諒                             | すえくん（Color Material） | ダウンロード ストリーミング | POP IN FESTIVAL 2022 ~#PIF2022~（2022年2月20日、横浜ランドマークホール）にて初披露。       |
| 11 | 2022年7月18日           | Bunny Bunny                      | 菊池諒                             | すえくん（Color Material） | ダウンロード ストリーミング | Vega Fes mini 1部（2022年5月14日、池袋harevutai）にて初披露。                              |
| 12 | 2022年7月18日           | Star light                       | 菊池諒                             | すえくん（Color Material） | ダウンロード ストリーミング | 今日からよじコンはじめませんか？ #2にて初披露。                                            |
| 13 | 2023年8月18日           | ひと夏のヴィーナス               | 菊池諒                             | すえくん                   | ダウンロード ストリーミング | 4次元コンパス1st ONEMAN LIVE『First MY ROAD』にて初披露。                                  |
| 14 | 2023年8月18日           | 推しゲーム                       | 菊池諒                             | すえくん                   | ダウンロード ストリーミング | 永尾りくプロデュース。 今日からよじコンはじめませんか？＃4 完全無銭編にて初披露。          |
| 14 | 2024年6月23日           | 推しゲーム                       | 菊池諒                             | すえくん                   | ダウンロード ストリーミング | 永尾りくプロデュース。 今日からよじコンはじめませんか？＃4 完全無銭編にて初披露。          |
| 15 | 2023年8月18日           | 未来晴れーション                 | 菊池諒                             | すえくん                   | ダウンロード ストリーミング | 2nd ONEMAN LIVE 『Passion ride』にて初披露。                                               |
| 15 | 2024年10月1日           | 未来晴れーション                 | 菊池諒                             | すえくん                   | ダウンロード ストリーミング | 2nd ONEMAN LIVE 『Passion ride』にて初披露。                                               |
| 16 | 2024年6月23日           | ワンデイファンファーレ           | 陽南ここね                         | すえくん                   | ダウンロード ストリーミング | 陽南ここねプロデュース。 4次元コンパス新体制お披露目ライブ『希望のミチシルベ』にて初披露。 |
| 17 | 2023年12月20日          | 希望のミチシルベ                 | 菊池諒                             | すえくん                   | ダウンロード ストリーミング | 4次元コンパス新体制お披露目ライブ『希望のミチシルベ』にて初披露。                          |
| 17 | 2024年6月23日           | 希望のミチシルベ                 | 菊池諒                             | すえくん                   | ダウンロード ストリーミング | 4次元コンパス新体制お披露目ライブ『希望のミチシルベ』にて初披露。                          |
| 18 | 2023年12月20日          | Vivid Arrow                      | 菊池諒                             | すえくん                   | ダウンロード ストリーミング | 3rd ONEMAN LIVE 『Vivid Arrow』にて初披露。                                                |
| 18 | 2024年6月23日           | Vivid Arrow                      | 菊池諒                             | すえくん                   | ダウンロード ストリーミング | 3rd ONEMAN LIVE 『Vivid Arrow』にて初披露。                                                |
| 19 | 2024年6月23日           | 好奇心Traveler                   | すえくん                           | すえくん                   | ダウンロード ストリーミング | 4次元コンパス 新体制デビューライブ『好奇心TRAVELER』にて初披露。                           |
| 20 | 2024年6月23日           | ノンストップ・イマジネーション!! | 房田優輝                           | すえくん                   | ダウンロード ストリーミング | 4次元コンパス 新体制デビューライブ『好奇心TRAVELER』にて初披露。                           |
| 21 | 2024年10月1日           | 勝ち確リボン                     | 房田優輝                           | すえくん                   | ダウンロード ストリーミング | Compass Land VOL.2にて初披露。                                                             |
| 22 | 2024年10月1日           | Re→Load                          | 房田優輝                           | すえくん                   | ダウンロード ストリーミング | 4th ONEMAN LIVE 『ReLOAD MyROAD』にて初披露。                                              |
| 23 |                         | ハクチュウム                     |                                    |                            |                             | 七海りるプロデュース。 Compass Land VOL.5にて初披露。                                      |
| 24 |                         | 4TUNE STORY                      |                                    |                            |                             | 4周年記念ワンマンライブ 『4TUNE Driver』にて初披露。                                       |

## ライブ

### 主催ライブ

#### ワンマンライブ
| #   | 公演日         | 公演名                                  | 会場               | 備考                                            |
| --- | -------------- | --------------------------------------- | ------------------ | ----------------------------------------------- |
| 1st | 2022年7月31日  | 『First MY ROAD』                       | Spotify O-nest     | 第1回楽曲プロデュース権争奪戦開催。             |
| 2nd | 2023年1月8日   | 『Passion ride』                        | Spotify O-WEST     | 第2回楽曲プロデュース権争奪戦開催。新衣装発表。 |
| 3rd | 2023年10月21日 | 『Vivid Arrow』                         | 下北沢シャングリラ |                                                 |
| 4th | 2024年9月30日  | 『ReLOAD MyROAD』                       | 渋谷WWWX           | 第3回楽曲プロデュース権争奪戦開催。             |
|     | 2025年5月23日  | 4周年記念ワンマンライブ『4TUNE Driver』 | Veats SHIBUYA      | 新衣装発表。                                    |

#### 定期単独ライブ

##### 今日からよじコンはじめませんか？
| #  | 公演日         | 公演名                                                 | 会場               | 備考                    |
| -- | -------------- | ------------------------------------------------------ | ------------------ | ----------------------- |
| 1  | 2022年3月26日  | 〜他界オタク救済編〜                                   | Twin Box AKIHABARA |                         |
| 2  | 2022年7月8日   |                                                        | Twin Box AKIHABARA |                         |
| 3  | 2022年9月19日  |                                                        | Twin Box AKIHABARA | 制服ライブ              |
| 4  | 2022年11月23日 | 完全無銭編                                             | Twin Box AKIHABARA |                         |
| 5  | 2022年12月12日 | ワンマン前無銭大集合SP!                                | Twin Box AKIHABARA |                         |
| 6  | 2023年3月10日  |                                                        | aube shibuya       |                         |
| 7  | 2023年4月13日  |                                                        | aube shibuya       |                         |
| 8  | 2023年5月11日  | -思い出の旧衣装編-                                     | aube shibuya       |                         |
|    | 2023年5月20日  | -番外編- 4次元コンパスって、どんなグループなんですか？ | aube shibuya       |                         |
|    | 2023年6月15日  | -番外編- 4次元×コンパス×アゲ×エモ＝∞ 緊急2マンライブ   | aube shibuya       | AGETION!との2マンライブ |
| 9  | 2023年8月18日  | -5人体制ラスト公演で、夏の思い出作りませんか？-        | aube shibuya       |                         |
| 10 | 2023年10月25日 | -3rdワンマンライブ、お疲れ様でした。- 無料LIVE編       | SHIBUYA TAKE OFF 7 |                         |
| 11 | 2023年12月23日 | Christmas LIVE                                         | 恵比寿CreAto       |                         |
|    | 2024年1月28日  | -番外編- メンバープロデュースライブ                    | Twin Box AKIHABARA |                         |

##### 君とぶんまわしたいっ！
| VOL. | 公演日        | 公演名                       | 会場               | 備考                         |
| ---- | ------------- | ---------------------------- | ------------------ | ---------------------------- |
| 1    | 2025年2月24日 | 月乃ひなた生誕LIVE2025       | Twin Box AKIHABARA | 詳細は生誕・卒業ライブを参照 |
| 2    | 2025年3月11日 | -少し早めのホワイトデー公演- | Twin Box AKIHABARA | メイド衣装ライブ             |
| 3    | 2025年4月16日 | 桃羽みる生誕記念公演         | Twin Box AKIHABARA | 詳細は生誕・卒業ライブを参照 |
| 4    | 2025年6月17日 | 桃羽みる卒業公演             | Twin Box AKIHABARA | 詳細は生誕・卒業ライブを参照 |

#### 定期対バンライブ

##### Next Idol Dimension
| #  | 公演日         | 会場            | 共演者                                                                    | 備考 |
| -- | -------------- | --------------- | ------------------------------------------------------------------------- | ---- |
| 1  | 2022年5月12日  | aube shibuya    | あげもん！、あそこでクマがおどってるっっ！、【eN】                        |      |
| 2  | 2022年6月17日  | aube shibuya    | じーくらむ!、Dolly Kiss、Layn                                             |      |
| 3  | 2022年7月15日  | aube shibuya    | UtaGe!、JAPANARIZM、Lapilaz                                               |      |
| 4  | 2022年9月12日  | aube shibuya    | あそこでクマがおどってるっっ！、Strawberry Girls、2o Love to Sweet Bullet |      |
| 5  | 2022年11月22日 | aube shibuya    | あげもん！、Transparents、翡翠キセキ                                      |      |
| 6  | 2022年12月13日 | Twin Box GARAGE | AGETION!、あそこでクマがおどってるっっ！、elsy、夢みるアドレセンス        |      |
| 7  | 2023年1月27日  | aube shibuya    | UtaGe!、COMIQ ON!                                                         |      |
| 8  | 2023年6月24日  | aube shibuya    | JAPANARIZM、テンシメシ                                                    |      |
| 9  | 2023年7月6日   | aube shibuya    | I'mew（あいみゅう）、JAPANARIZM                                           |      |
| 10 | 2023年9月15日  | aube shibuya    | I'mew（あいみゅう）、さとりモンスター、にっぽん!真骨頂                    |      |
| 11 | 2023年11月10日 | aube shibuya    | UPローチ、Drug&Drop、Poppins                                              |      |
| 12 | 2023年11月28日 | aube shibuya    | I'mew（あいみゅう）、オカシリゾート、セカモノ                             |      |
| 13 | 2024年1月10日  | aube shibuya    | クチナシ、にっぽん!真骨頂、夢みるアドレセンス                             |      |

##### Compass Land
| VOL. | 公演日        | 会場         | 共演者 | 備考 |
| ---- | ------------- | ------------ | --- | ---- |
| 1    | 2024年7月2日  | SHIBUYA DIVE | メリーパレード、みらサプ!、夢みるアドレセンス、テンシメシ、ノルニル、Amulet A Mute、LOVE 9 LOVE、Glim Assembler                              |      |
| 2    | 2024年9月9日  | SHIBUYA DIVE | アイテムはてるてるのみ、Blueberry Girls、ばたんキュン、iWannaDay、ミスティア！、Transparents、LIT MOON、東京ガールズブラボー、オカシリゾート |      |
| 3    | 2025年4月2日  | SHIBUYA DIVE | カリスマめんざいふっ！、スプスラッシュ、魔訶不思議変革者-デスデス-、にっぽん!真骨頂、LIT MOON、ANA®KIE、パラレルサイダー                     |      |
| 4    | 2025年5月8日  | SHIBUYA DIVE | Glim Assembler、マイノリティアラート、BOCCHI。、Panic Monster !n Wonderland、強がりセンセーション、みらサプ!、PinkySpice                     |      |
| 5    | 2025年5月13日 | GOTANDA G7   | 泡沫パーティーズ、オカシリゾート、ポラライト、夢みるアドレセンス、ラブアグレッション、HIGH SPIRITS、しろもん                                 |      |

#### 生誕・卒業ライブ
| 公演日         | 公演名                                               | 会場               | カバー曲 | 備考 |
| -------------- | ---------------------------------------------------- | ------------------ | --- | --- |
| 2021年5月22日  | 4次元コンパス Graduation LIVE                        | 下北沢ERA          | | 妃奈宮ゆう・萌木みほ・真城みさき卒業。                                                                     |
| 2021年9月26日  | 鈴原のあ生誕LIVE2021 #のあしか勝たん                 | 渋谷CLUB CRAWL     | | |
| 2021年10月17日 | 柚樹りんか&七海りる生誕LIVE Princess&Queen           | Twin Box GARAGE    | | |
| 2021年10月24日 | 水瀬しいな 生誕＆卒業公演『Myosotis』                | SHIBUYA DESEO      | | 水瀬しいな卒業。                                                                                           |
| 2022年2月26日  | 月乃ひなた生誕LIVE『SUNNY DAY PARTY!!』              | Twin Box AKIHABARA | Maxとき315号（NGT48）、next batters circle（絶対直球女子!プレイボールズ）、New World（アキシブproject）              | |
| 2022年6月4日   | 永尾りく生誕LIVE『RIKU ONE WONDERFUL!』              | SHIBUYA DESEO      | ハート型ウイルス（AKB48）、ハートの独占権（NMB48）、ジッパー（NMB48）、ブロックサイン（絶対直球女子!プレイボールズ） | |
| 2022年9月10日  | 鈴原のあ生誕LIVE『whitish moment』                   | 渋谷CLUB CRAWL     | 君セン！（iLiFE!）、ロマンスのスタート（乃木坂46）、光合成希望（乃木坂46）                                           | |
| 2022年10月8日  | 柚樹りんか生誕LIVE『Princess reverb』                | SHIBUYA DESEO      | オーケストラ（BiSH）、メロンソーダ（夢みるアドレセンス）、初恋サイダー（Buono!）                                     | |
| 2022年10月22日 | 七海りる生誕LIVE『Smile brings happiness!』          | 渋谷CLUB CRAWL     | 僕を未来へ運ぶ列車（なんキニ!）、サマーチョコレート（≠ME）、可変3連MIXをおぼえる歌（iLiFE!）、ファンサ（HoneyWorks） | |
| 2022年11月12日 | 陽南ここね生誕LIVE『Clever Clover』                  | SHIBUYA DESEO      | チュープリ（ZOC）、初恋リバイバル（iLiFE!）、りスタート（豆柴の大群）                                                | |
| 2023年3月5日   | 月乃ひなた生誕LIVE『Sunshine Fever!!』               | GOTANDA G2         | Maxとき315号（NGT48）、アバンチュっ！（アキシブproject）、                                                           | |
| 2023年9月24日  | 鈴原のあ生誕LIVE『Baby white days』                  | SHIBUYA DIVE       | 現役アイドルちゅ～（齊藤なぎさ（=LOVE））、初恋サイダー（Buono!）、アオハル（なんキニ！）                            | |
| 2023年10月1日  | 柚樹りんか生誕LIVE『Starry DOLL』                    | SHIBUYA VIDENT     | すきっ!〜超ver〜（超ときめき♡宣伝部）、昨日のあたしに負けたくないの（まねきケチャ）、きみわずらい（まねきケチャ）    | |
| 2023年10月14日 | 七海りる生誕LIVE『Smile maker』                      | SHIBUYA VIDENT     | 推しのいる世界（=LOVE）、わたし、魔法使い（=LOVE）、トキトキメキメキ（乃木坂46）                                     | |
| 2023年10月28日 | 鈴原のあ卒業LIVE 『ずっとダイスキ。』                | Twin Box GARAGE    | 流星群（=LOVE）、君だけの花道（=LOVE）、光合成希望（乃木坂46）                                                       | 鈴原のあ卒業。                                                                                             |
| 2023年11月23日 | 陽南ここね生誕LIVE『Follow me!!』                    | 下北沢ReG          | サインはB（B小町）、プロミスザスター（BiSH）、family name -AGE OF ZOC Ver.-（ZOC）                                   | |
| 2024年2月12日  | 月乃ひなた生誕LIVE『Moon Light』                     | Twin Box GARAGE    | ニコピの方程式（手羽先センセーション）、心拍白昼夢（シンパクデイドリーム）（FES☆TIVE）、Dreamer（なんキニ!）         | |
| 2024年2月17日  | 4次元コンパス現体制終了ライブ 『Tail Wind 』         | SHIBUYA VIDENT     | ファンサ（HoneyWorks）、初恋サイダー（Buono!）                                                                       | 柚樹りんか・成瀬陽菜卒業。                                                                                 |
| 2024年7月18日  | YOJICOIZM VOL.1 -心瀬しおね生誕記念公演-             | aube shibuya       | | |
| 2024年10月13日 | 七海りる Birthday LIVE 2024                          | 新宿DHNoA          | ガールズルール（乃木坂46）                                                                                           | シークレットゲストとして卒業メンバーの柚樹りんかが出演し、七海りるとノンストップ・イマジネーションを披露。 |
| 2024年11月10日 | 陽南ここね Birthday LIVE 2024                        | 新宿DHNoA          | キミコイ（FRUITS ZIPPER）、パラリラダンス（i-COL）、A INNOCENSE（ZOC）                                               | |
| 2024年12月10日 | YOJICOIZM VOL.2 -日色なの生誕記念公演-               | aube shibuya       | | |
| 2025年1月28日  | YOJICOIZM VOL.3 -深冬るな生誕記念公演-               | aube shibuya       | | |
| 2025年2月24日  | 君とぶんまわしたいっ！vol.1 -月乃ひなた生誕LIVE2025- | Twin Box AKIHABARA | マジカルパレード（FES☆TIVE）、夜明け Brand New Days（ベイビーレイズJAPAN）                                           | |
| 2025年4月16日  | 君とぶんまわしたいっ！vol.3 -桃羽みる生誕記念公演-   | Twin Box AKIHABARA | SHOUT（真っ白なキャンバス）、デビきゅー（芹澤優）                                                                    | |
| 2025年6月17日  | 君とぶんまわしたいっ！vol.4 -桃羽みる卒業公演-       | Twin Box AKIHABARA | 君はスパークル（≠ME）、桜色カメラロール（真っ白なキャンバス）                                                        | 桃羽みる卒業。                                                                                             |
| 2025年7月24日  | 月乃ひなた卒業公演『Shining Memories』               | GOTANDA G7         | Maxとき315号（NGT48）                                                                                                | short ver.も組み合わせた全曲披露。 月乃ひなた卒業。                                                        |

#### その他グループ主催ライブ
一部、事務所主催ライブも含む
| 公演日         | 公演名                                                | 会場             | 備考                                           |
| -------------- | ----------------------------------------------------- | ---------------- | ---------------------------------------------- |
| 2021年3月14日  | よじこんホワイトデー！！！                            | SHIBUYA THE GAME |                                                |
| 2021年3月20日  | 4次元コンパス Nine spices                             | 新宿Nine Spices  |                                                |
| 2021年3月21日  | 4次元コンパス THE GAME n=3                            | SHIBUYA THE GAME |                                                |
| 2021年7月31日  | 4次元コンパス 再始動記念LIVE                          | GARRET udagawa   | 七海りる・鈴原のあ加入。                       |
| 2021年12月5日  | 4次元コンパス Renewal miniLIVE『VIVA STAGE!!』        | DESEO mini       | 陽南ここね・永尾りく加入。新衣装発表。         |
| 2021年12月25日 | 4次元コンパスChristmasLIVE2021                        | 大塚HeartsNext   |                                                |
| 2022年1月24日  | 4次元コンパス 2022 NEW YEAR FREE LIVE                 | Twin Box GARAGE  |                                                |
| 2023年8月26日  | 4次元コンパス新体制お披露目ライブ『希望のミチシルベ』 | SHIBUYA VIDENT   | 成瀬陽菜・水城友香加入。                       |
| 2023年12月21日 | 4次元コンパスPresents ｢Holy Parade｣                   | SHIBUYA VIDENT   |                                                |
| 2024年6月22日  | 4次元コンパス 新体制デビューライブ『好奇心TRAVELER』  | CLUB asia        | 深冬るな・桃羽みる・心瀬しおね・日色なの加入。 |
| 2025年2月12日  | #よじコン ライプラ加入祭                              | CLUB asia        |                                                |

## 出演

### イベント
- よじこん pre Debut Event！（2021年2月28日、SHIBUYA THE GAME）
- 4次元コンパス活休前LAST大特典会（2021年5月23日、ふれあい会議室　渋谷新生703号室）
- 超NATSUZOME2022（2022年7月2日・3日、幕張海浜公園Gブロック）[注 11]
- TOKYO IDOL 縁日（青海臨時駐車場）[注 12]
  - 2022年8月6日
  - 2024年8月2日[注 13]
- IDOL CONTENT EXPO 10周年記念企画 ！アイコンプール大撮影会（2022年9月17日、川越水上公園） - 水着での撮影会モデル（永尾）
- 4次元コンパス「ハロウィン大特典会」（2022年10月30日、ふれあい会議室 渋谷新生ビル703号室）
- 4次元コンパス「バレンタイン大特典会」（2023年2月12日、ふれあい貸し会議室 新宿No63）
- 越前浜サンセットBBQオフ会（2023年4月15日、Tropical Resort ばうわう）
- 4次元コンパス「超超超激レア 初期衣装＆衣装交換チェキ会」（2023年6月10日、ふれあい貸し会議室 渋谷No77）
- よじコンの休息 #1 -チーム対抗ボウリングオフ会-（2023年7月16日、静岡県内某所）
- 4次元コンパス「4次元Tシャツ＆夏のデート服チェキ会」（2023年7月29日、ふれあい貸し会議室 渋谷No28）
- よじコンの休息 #2 みんなで楽しくBBQ編（2023年10月7日、都内某所）
- 4次元コンパス「巫女服＆冬のデート服 大特典会」（2024年1月20日、ふれあい貸し会議室 渋谷No28）
- 4次元コンパス「制服＆春のデート服 大特典会」（2024年3月31日、ふれあい貸し会議室 渋谷No28）
- 4次元コンパス 新生活チェキ会（2024年4月27日、ふれあい貸し会議室 渋谷No28）
- 今日からカメコはじめませんか？ File.01（2024年4月29日、渋谷区周辺）[注 14]
- 私立近代麻雀学園（2024年8月14日、旧笠原小学校） - 制服、浴衣での撮影会モデル（七海、陽南、桃羽）[44][45]
- 4次元コンパス『クリスマス大特典会』（2024年12月22日、TIME SHARING 渋谷ワールド宇田川ビル9B）

### 配信
- ヌマトーーク（2022年9月1日、.yell Live） - ゲスト出演（月乃、陽南）
- 「SHAKE UP WALLOP 」金曜日（2022年10月21日、WALLOP） - ゲスト出演（鈴原、陽南）[注 15]
- Top Yell NEO 2023 SPRING 4次元コンパス掲載 オンラインサイン会（2023年3月31日、.yell Live）
- MAX&たかし トレンドヴァンパイヤー（渋谷クロスFM）[注 16]
  - 2023年10月11日 - ゲスト出演（柚樹、陽南、成瀬）
  - 2024年7月10日 - ゲスト出演（陽南、桃羽、心瀬）

### 書籍
- Top Yell NEO 2023 SPRING（2023年3月31日、竹書房）ISBN 978-4801934894 - インタビュー記事
- アイドルヴィレッジ2024年1月号（2023年11月30日、メタ・ブレーン）JAN 4910014850149
- BUBKA 2024年11月号（2024年9月30日、白夜書房）JAN 4910178091143 - インタビュー記事（陽南）
- ヤングチャンピオン烈 2025年1月25日増刊号（2024年12月17日、秋田書店）JAN 4910282860154 - 裏表紙グラビア（月乃、七海、陽南、深冬）